# Ћифтели
Ћифтели (такође кифтели, албански за „двоструки” или „двостручени”) је трзачки жичани инструмент, са само две жице, који свирају углавном Албанци из северне и централне Албаније, јужне Црне Горе и делова Северне Македоније и Косова и Метохије.
Ћифтели је микротонални инструмент, са макамом Хусејнијем који се користи на неким ћифтелима.
Реч ћифтели је изведена од турског „çift“ („двоструки, пар“) и „tel“ („жица, жица“), тако да име носи по броју коришћених жица.